# Puranas
Die Puranas (Sanskrit, n., purāṇa, wörtl.: „alte Geschichte“) gehören zu den wichtigsten heiligen Schriften des Hinduismus. Sie sind nach den Veden in der Zeit von 400 n. Chr. bis 1000 n. Chr. entstanden, greifen jedoch oft auf ältere Inhalte zurück.
Von den im Brahmavaivartapurana genannten 400.000 Puranas, wie etwa dem Devi Bhagavata, werden 18 als Haupt-Puranas angesehen und 18 als Neben-Puranas. Die Haupt-Puranas wiederum werden unterteilt in drei Gruppen entsprechend den drei hinduistischen Hauptgottheiten Brahma, Vishnu und Shiva:
Brahma-Puranas:
- Brahmapurana
- Brahmanandapurana
- Brahmavaivartapurana
- Markandeyapurana
- Bhavishyapurana
- Vamanapurana

Vishnu-Puranas:
- Vishnupurana
- Bhagavatapurana
- Naradiyapurana
- Garudapurana
- Padmapurana
- Varahapurana

Shiva-Puranas:
- Shiva- oder Vayupurana
- Lingapurana
- Skandapurana
- Agni
- Matsyapurana
- Kurmapurana

Puranas wurden auf Sanskrit, Tamil und den meisten indischen Umgangssprachen verfasst. Auch im Jainismus gibt es Puranas. Da Puranas traditionell durch mündliche Rezitation weitergegeben werden, gibt es keine feststehende Version der Puranas, denn in der mündlichen Rezitation werden zumeist auch von den Texten abweichende Formen erzählt, um beispielsweise den Text spannender zu machen, leichter verständlich oder um einen regionalen Bezug zu schaffen. Aus diesem Grund gibt es auch unterschiedliche Textausgaben der Puranas, wodurch es schwierig erscheint, eine feststehende Version dieser Texte zu finden.

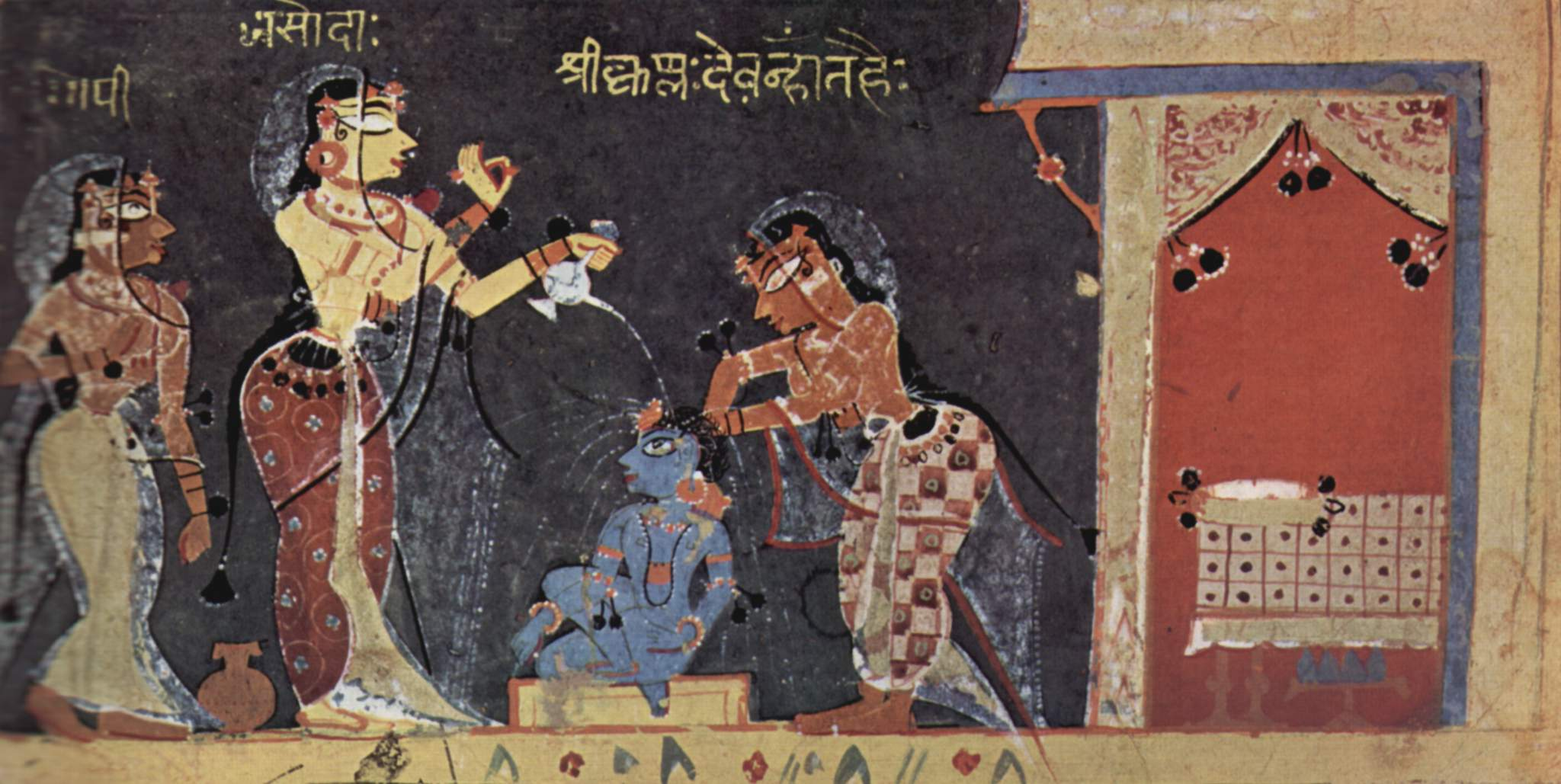
Illustration aus einem Manuskript des Bhagavatapurana

## Bedeutung
Die Puranas gelten ihren Anhängern als Offenbarungen göttlichen Ursprungs. Die Puranas sind die ersten Schriften des Hinduismus, in denen einer persönlichen Gottheit devotionale Verehrung zukommt, weshalb sie auch als Quelle in Bezug auf die Theologie des Bhakti-Weges angesehen werden. Alle Puranas sind primär der Anbetung einer Gottheit gewidmet und beschreiben Zeremonien und Feste (vrata) zu deren Verehrung, insbesondere liefern sie auch den rituellen und sozialen Rahmen der Bhakti-Bewegung. In den meisten dieser Werke gibt es auch größere Kapitel über Rechte und Pflichten der Kasten, die vier Lebensstadien, und die Opfer für die Toten (shraddha) sowie ausführliche ethische und spirituelle Unterweisungen.
Oft sind Kosmogonien und genealogische Listen der Königshäuser aufgezeichnet, die bis zu den Helden des Mahabharata zurückreichen. Als historische Quelle sind die Puranas jedoch nur mit großer Vorsicht zu gebrauchen. Dennoch gilt das Vishnupurana als gute Quelle zur Maurya-Dynastie und das Vayupurana zur Gupta-Zeit. Die aufgezählten Herrschernamen bieten einen Anhalt für die Datierung des jeweiligen Purana. Der persische Gelehrte al-Bīrūnī gibt etwa um 1030 eine vollständige Liste aller 18 Puranas.
Nach Ansicht des Philosophen Ramanuja führt zur wahren Erkenntnis nur das Veda-Studium, wohingegen die Puranas nur bei der Reinigung von Sünden helfen. In diesem Sinn sind die Puranas heilige Texte der zweiten Klasse. Sie waren ursprünglich keine von Brahmanen kreierte Literatur. Die Sutas (Wagenlenker und Barden) dürften diejenigen gewesen sein, die zur Schaffung und Verbreitung der Puranas beigetragen haben. Erst später gingen die Puranas über in die Hände der Brahmanen.
Kulturhistorisch gesehen war es jedoch gerade ihre Volkstümlichkeit, die die Puranas so beliebt machten. Da ein Großteil der Bevölkerung vom Veda-Studium ausgeschlossen war, bekamen die Puranas für den Hinduismus eine Bedeutung wie sie die Veden für den Brahmanismus hatten. Gerade Frauen und Shudras erhielten hier eine ihnen offenstehende Literatur. Als Quelle der indischen Religionsgeschichte sind die Puranas hervorzuheben, insbesondere, da sie schon einen sektarischen Charakter aufweisen und sich auf die einzelnen Hindu-Gottheiten beziehen, deren Kultus dargestellt wird.

## Typen von Puranas

### Mahapuranas
Mahapuranas beziehen sich hauptsächlich auf die Götter der Trimurti, Upapuranas beziehen sich meistens auf andere Gottheiten wie Devi, Krishna, Surya und Ganesha.
Die Mahapuranas werden in den Puranas selbst als die ältesten puranischen Schriften angesehen. Die Mahapuranas sollen zwar aus 18 solcher Puranas bestehen, jedoch unterscheiden sich die jeweiligen Listen der als Mahapuranas angegebenen Schriften. Es wird angenommen, dass die Mahapuranas tatsächlich früher entstanden sind als die Upapuranas. Obwohl Mahapuranas auch Mahatmyas zu bestimmten Orten enthalten können, sind sie über ganz Indien verbreitet.

### Upapuranas
Die Upapuranas sollen traditionell auch aus 18 dieser Schriften bestehen, es gibt jedoch wesentlich mehr als 18 Upapuranas. Die Upapuranas und die Mahapuranas besitzen keine deutlichen Unterscheidungskriterien, jedoch wird angenommen, dass die Upapuranas später entstanden sind. Außerdem sind sie anderen Göttern als der Trimurti gewidmet und beziehen sich häufiger auf bestimmte Orte.

### Sthalapuranas
Sthalapuranas beziehen sich auf bestimmte geographische Orte. Häufig handelt es sich um einen bekannten Ort, der im Titel des Puranas erwähnt wird. Beschrieben werden Tempel und sakrale Plätze, von denen angenommen wird, dass die Götter dort bestimmten Aktivitäten nachgehen und die als Pilgerorte dienen.
Sthalapuranas wurden auf Sanskrit, Tamil und in anderen Umgangssprachen verfasst und es gibt Hunderte von ihnen. Shtalapuranas sind über ganz Indien verbreitet. Ein Beispiel für ein Shtalapurana wäre das Chidambaram Mahtymya, das von Chidambaram, dem dortigen Shiva-Tempel und dem Gott Shiva handelt und deren Heiligkeit erklärt.

### Jatipuranas
Jatipuranas beziehen sich wie Shtalapuranas auf einen einzelnen Topos. Jatis sind Subkasten, die die kleinste Unterteilung einer Kaste darstellen. Jatipuranas handeln vom Ursprung und der Geschichte einer bestimmten Jati. Jatipuranas sind häufig in den indischen Umgangssprachen verfasst, auch wenn viele auf Sanskrit vorliegen. Aufgrund der Verwendung von Umgangssprachen wird angenommen, dass Jatipuranas wahrscheinlich verbreiteter sind und häufiger rezitiert werden als die Mahapuranas und Upapuranas. Viele der Jatipuranas sind wahrscheinlich erst am Anfang des 20. Jahrhunderts entstanden.
Jatipuranas handeln zumeist vom Ursprungsmythos der Abstammungslinie und beziehen sich auf eine hinduistische Gottheit, die mit diesem Mythos verbunden ist und von der jeweiligen Subkaste verehrt wird. Diese Gottheit ist häufig Vishnu, Shiva oder ein Mitglied der Familie dieser Götter.
Viele Jatipuranas wurden von Brahmanen geschrieben, die den Ursprungsmythos niedriger Subkasten verklären, um der Jati einen höheren Status in den Augen von höheren Kasten zu verleihen, die dem Sanksrit-Hinduismus verpflichtet sind. In diesen Erzählungen wird manchmal dargestellt, dass die Jati früher einer höheren Kaste angehörte, nun aber, aufgrund eines Ritualfehlers oder einer ungewollten Verletzung eines Heiligen oder Gottes, einen niedrigeren Status hat.
Die Mythen, von denen Jatipuranas erzählen, sind oft identisch mit den Mythen weiter verbreiteter Puranas. Die Jatipuranas sind zwar meistens nur für eine kleinere Region von Bedeutung, in der die jeweilige Jati zu finden ist, jedoch verbinden die brahmanischen Mythen und Erzählungen die Jati mit einer größeren, regional nicht begrenzten Tradition.

### Mahatmyas
Die häufigsten Purana-Schriften sind mit den Jatipuranas zusammen Mahatmyas, von denen es tausende gibt. Der Begriff Mahatmya bedeutet Verherrlichung. Es gibt drei Typen von Mahatmyas: solche, die sich auf einen bestimmten Ort beziehen, solche, die sich auf eine heilige Substanz beziehen, und solche, die sich auf eine bestimmte Gottheit beziehen. Mahatmyas sind zumeist in anderen Puranas enthalten, worin sie sich von den Shtalapuranas unterscheiden. Einige Puranas wie das Skandapurana enthalten sehr viele Mahatmyas, es ist jedoch üblich, die Mahatmyas aus solchen Schriften separat zu lesen.
Mahatmyas werden von Gruppen von Verehrern als devotionale Traktate benutzt. Sie sind zwar im gleichen Stil wie die Mahapuranas und Upapuranas geschrieben, jedoch unterscheiden sie sich von diesen darin, dass shastrische Sequenzen, die die Lebensführung betreffen, fehlen. Im Gegensatz zu den Mahapuranas und Upapuranas gelten Mahatmyas als begrenzt, was ihren Zweck angeht.
Das berühmteste Mahatmya ist das Devi Mahatmya aus dem Markadeyapurana.

## Inhalte einiger Puranas

### Vishnupurana
Das Vishnupurana, das wahrscheinlich um 300 n. Chr. geschrieben wurde, erklärt, dass Vishnu die höchste Gottheit im Universum darstellt. Es beginnt mit mehreren Mythen über die Schöpfung des Universums. Danach werden die verschiedenen Klassen von Lebewesen aufgeführt und die sieben Kontinente, von denen Indien einer ist. Auch Höllenbereiche erscheinen im Vishnupurana. Nach diesen Beschreibungen beginnt die Zeit der Manus, Patriarchen, die Menschengruppen und andere Lebewesen erschaffen haben, daraufhin wird der Veda von Vyasa geschaffen. Als Nächstes erhalten die sozialen Klassen ihre Regeln, auch in Bezug auf die Lebensstadien und Rituale des Lebenszyklus. Nun erscheint Vishnu, der einige Häretiker von den Veden ausschließt. Nach Beschreibungen verschiedener königlicher Linien folgt eine lange Erzählung über die Geburt und das Leben Krishnas. Eine wichtige Beschreibung in diesem Abschnitt ist die Auflösung der Welt auf dreifache Art und Weise, wobei auch die Befreiung von einer persönlichen Existenz (Moksha) angesprochen wird.

### Lingapurana
Das Lingapurana ist zwischen dem 5. und dem 10. Jahrhundert entstanden und besteht aus zwei Büchern mit 150 Kapiteln. Es handelt von Shiva und seiner Theologie, ist jedoch in Bezug auf diese nicht mit dem späteren Shivapurana vergleichbar, dessen Theologie, Mythologie und Rituale noch ausgearbeiteter sind als die des Lingapurana. Das Lingapurana enthält viel shastrisches Material, das von shivaitischen Ritualen und Meditation handelt.
Das Lingapurana beginnt in den ersten 35 Kapiteln mit Erzählungen über die Schöpfung und didaktischen Erläuterungen über Yoga, Visualisierungen des Gottes, Shivas Formen der Erscheinung als Lehrer in den Yugas, Stotras zur Verehrung Shivas und Verehrung des Linga.
Ebenfalls enthalten diese ersten Kapitel den berühmten Mythos, wie der Linga zum ersten Mal erschienen ist und von Vishnu und Brahma gefunden wurde, die diesen studierten und dadurch erleuchtet wurden. Nach diesem Mythos enthält das Lingapurana eine umfassende Lobpreisung Shivas.
Nach diesen ersten 35 Kapiteln werden weitere Mythen beschrieben, dann werden die tausend Namen Shivas aufgezählt, Genealogien von Königen göttlicher Natur und von Königen, die von Krishna abstammen, werden angeführt. In den nächsten Kapiteln geht es um die richtige Verehrung des Linga und um Rituale und Yoga der Pashupatas.
In den nächsten Kapiteln des ersten Buches erscheinen Mythen über Shivas Verehrer Andhaka, einen Avatara Vishnus, die Geschichte über Dakshas Opferfeier, Mythen über Shivas Sohn Ganesha und seine Geburt, Shivas Tandava und am Ende ein Mythos über Upamanyu, einen weiteren Verehrer Shivas.
Im zweiten Buch werden in den ersten sechs Kapiteln Mythen über die Verehrung Vishnus erzählt, woraufhin die Göttin des Unglücks, Alakshmi, erschaffen wird. Vishnu erzählt nun über Shiva, dass dieser die höchste Gottheit sei und dass die Verehrung Shivas glückversprechend sei. In den nächsten drei Kapiteln werden dann Mantras angeführt, die Unglück vertreiben sollen, und es wird eine Theologie entwickelt, die Shivas Größe darlegt und erläutert, wie Shiva zu verehren ist. Die nächsten 16 Kapitel handeln von Ritualen der Darbringung von Geschenken, die darauffolgenden zehn Kapitel handeln von Verehrung Shivas und des Linga in der Praxis.

### Shivapurana
Das Shivapurana enthält viele Formen von Mythen, den Hauptteil bilden jedoch Mythen über Shiva selbst und seine Familie, insbesondere auch seine zwei Frauen Sati und Parvati. Der Umfang des Shivapurana variiert in verschiedenen Ausgaben, eine von ihnen enthält 477 Kapitel, andere sehr viel weniger. Die Datierung des Shivapurana ist nicht als ganzes möglich, sondern nur anhand der einzelnen Teile. Einzelne Kapitel dieses Puranas gehen bis 1000 n. Chr. zurück. Im Shivapurana handelt ein Buch vom Linga und seiner Theologie, ein anderes Buch handelt von zwölf Lingas, deren Mythologie und lokale Verbreitung erörtert werden. Ein Bestandteil des Shivapurana sind Ritualistik in Bezug zu Shiva und die Verehrung Shivas, um das richtige Wissen, Jnana, zur Befreiung zu erlangen. Die Ritual-Bücher enthalten auch viele Bezüge zum Shaktismus.

### Skandapurana
Das Skandapurana liegt in vielen unterschiedlichen Fassungen vor, die auch verschieden lang sind. Eine Ausgabe enthält z. B. 87.000 Verse, während eine andere nur 8000 enthält. Seine Entstehung wird auf das 8. bis 15. Jahrhundert datiert. Der Gott Skanda ist Shivas Sohn, so dass dieses Purana als shivaitisch gilt. Das Skandapurana unterscheidet sich von anderen Puranas dadurch, dass seine verschiedenen Formen besonders lang und umfangreich sind und es viele Subtexte gibt, die diesem Purana zugeschrieben werden. In indischen Bibliotheken existieren hunderte von Manuskripten, die dem Skandapurana zugeschrieben werden. Viele dieser Manuskripte sind Mahatmyas, die heilige Plätze beschreiben, andere hingegen erzählen beispielsweise Mythen über Ganesha, die in anderen Puranas nicht zu finden sind.
Eine Druckversion des Skandapurana umfasst 5–7 Bände, die sieben Khandas enthalten, einzelne Bücher, die insgesamt dem Umfang des Skandapurana entsprechen. Diese Khandas sind wiederum unterteilt in Mahatmyas und Khandas. In diesen werden thematisch viele heilige Plätze beschrieben, das Kashikhanda beispielsweise handelt mit seinen 100 Kapiteln von Varanasi. Andere heilige Plätze, die beschrieben werden, sind über ganz Indien verteilt. Seit der Entdeckung eines frühen neuen Manuskriptes des Skandapurana wird angenommen, dass es die meisten berühmten heiligen Stätten des indischen Mittelalters beschreibt.

### Devi Bhagavata Purana
Das Devi Bhagavata Purana entstand wahrscheinlich in Bengalen zwischen dem 11. und 12. Jahrhundert und fand seine abschließende Form im 15. Jahrhundert. Es handelt von der Göttin, Mahadevi, ihrer Theologie und den dazugehörigen Ritualen. Dieses Purana enthält die Devigita und eine andere Fassung des Devi Mahatmya. Es ist verwandt mit dem Bhagavatapurana und man findet in diesen beiden Puranas intertextuelle Verbindungen. Neben dem Namen Mahadevi werden auch andere Gottesnamen verwendet, beispielsweise Mahalakshmi oder Bhagavati, und die Göttin wird als die weibliche Kraft und Macht, Shakti, der männlichen Götter angesehen. Viele der Mythen erinnern an andere Puranas, doch die Kosmogonie und Kosmologie ist hier auf die Göttin ausgerichtet. Bhagavati ist der Ursprung des Universums und erschafft sich selbst als Brahma, Shiva und Vishnu und hat so die kosmischen Funktionen der Trimurti inne.
In Mythen, die sich auf Vishnu beziehen, erscheint die Göttin in diesem Purana als die Macht, die es Vishnu ermöglicht, sich in den Avataras zu verkörpern.
Das Devi Bhagavata Purana ist in zwölf Abschnitte unterteilt, genauso wie das Bhabgavata Purana. Zu Beginn wird davon erzählt, wie das Devi Bhagavata zum ersten Mal im Naimisa Wald rezitiert wurde. Als Nächstes wird in Bezug auf die Theologie dargestellt, wie Devi sich als die drei Shaktis verkörpert, durch die Brahma, Shiva und Vishnu ihre kosmischen Funktionen wahrnehmen. Im zweiten Abschnitt wird die Geburt Vyasas geschildert sowie bestimmte Abstammungslinien und eine Erzählung in der Vyasa Janamejaya erklärt, dass dessen verstorbener Vater in den Himmel gelangt, wenn Janamejaya die Göttin verehrt. Die folgenden zehn Abschnitte erzählen von Mythen, in denen die Trimurti sich in junge Mädchen verwandelt, um das Universum in ihrem Zehennagel betrachten zu können. Danach verwandelt die Göttin sich wieder in die drei Shaktis der Trimurti. Es folgen die Mythen um Nara, Narayana und Prahlada, in denen darauf hingewiesen wird, dass es die Göttin ist, die Vishnus Avataras leitet.
Die Kapitel 30–40 des siebten Abschnittes des Devi Bhagavata Purana enthalten die Devigita. In dieser erscheint die Göttin als Brahman und es wird erklärt, wie die Identität mit dem Atman durch Jnana und Bhakti erreicht werden kann. Der achte Abschnitt enthält Angaben zur Geographie der Erde, der neunte Abschnitt handelt von den verschiedenen Göttinnen, der zehnte Abschnitt handelt von den Manus und ihrer Anbetung der Göttin, die an unterschiedlichen Orten stattfindet. Im elften Abschnitt werden gutes Verhalten und die täglichen Rituale erklärt. Der zwölfte Abschnitt erklärt das Gayatri-Mantra, das dazu dient, die Göttin zu verstehen. Jede Silbe des Gayatri-Mantra hat 1008 Namen der Göttin.
Das berühmte Devi Mahatmya aus dem Markandeya Purana liegt im Devi Bhagavata Purana in einer anderen Version vor.